# سی. جی. ولکاکس
سی. جی. ولکاکس (انگلیسی: C. J. Wilcox؛ زادهٔ ۳۰ دسامبر ۱۹۹۰) بازیکن بسکتبال اهل ایالات متحده آمریکا است.
از باشگاه‌هایی که در آن بازی کرده‌است می‌توان به پورتلند تریل بلیزرز، اورلندو مجیک، و لس آنجلس کلیپرز اشاره کرد.